# R692i
ムーバ R692i GEOFREE II（ムーバ・アール ろく きゅう に アイ ジオフリー ツー、IIはローマ数字の2）は、日本無線製のNTTドコモの第二世代携帯電話(mova)端末である。

## 概要
JIS保護等級7相当の防水機能を持つGEOFREEシリーズの第二弾として発売され、GEOFREE IIの名が冠せられた。初代のR691iをカラー液晶化した。
日本無線最後のmova端末である。R211iをベース機種としていると推測される。

## 特徴
- JIS保護等級7相当の防水機能
- 水に浮く

## 歴史
- 2002年5月28日　テレコムエンジニアリングセンターによる技術基準適合証明の工事設計認証（工事設計認証番号01WZA1006）
- 2002年6月21日　電気通信端末機器審査協会による技術基準適合認定の設計認証（設計認証番号A02-0504JP、J02-0071）
- 2002年7月29日　ドコモよりプレスリリース
- 2002年8月5日　 発売。
- 2012年3月31日　movaサービス終了によりこの日限りで使用不可となる。